# 人体自然発火現象
人体自然発火現象（じんたいしぜんはっかげんしょう、Spontaneous Human Combustion、SHC）は、状況的に見て人間の体が自然に発火したのだろうと推察されている現象や事件例に対する呼称である。原因については様々な推察がなされている。

## 概要
「人体自然発火現象」という呼称は基本的に、人体が燃えてしまった状態で発見された事例に対してさまざまな判断が加えられて用いられている。「燃えてしまった人の周囲には火気がなかった」などの理由により「人間が自然に発火した」と判断した人が、その事例にこの呼称を用いている。
ある人が友人や同僚の家や仕事場に行ってみたら、その友人や同僚の身体のほとんどが燃えてしまった状態で発見され、なおかつ周りには火の気が無く、人体の周囲だけが焦げ、部屋全体は燃えておらず、しかも人体そのものはほんの一部を残して炭化ないし焼失してしまっている状態で発見された、といったような事件が発生している。
ほぼ全事例において、自然発火の現場は目撃されておらず、事故後の現場から推測されたものとミッチェル・モフィットは主張している。

## 主な事例

### メアリー・リーサーの事例
1951年7月1日の夕方、アメリカフロリダ州のセントピータースバーグのマンションでおこった事例。焼死者はメアリー・リーサー。メアリーの住むマンションを息子のリチャード・リーサーが訪ねると、母親は身体の一部（スリッパを履いた状態の足など）を残し、すでに焼け死んでいた。前日に息子が母親を訪ねた際には母親は読書をしており、その後の電話で睡眠薬を四錠飲むと話していたという。
en:Mary Reeserも参照。

### アルフレッド・アシュトンの事例
1988年1月8日に、イギリス南部のサウサンプトンでおこった代表的な人体自然発火現象の事例である。焼死者はアルフレッド・アシュトン。発見時には下半身のみを残し焼死していた。室内は高温だったが、周辺に火気らしきものはなかった。

### マイケル・フェアティの事例
2010年12月22日に、アイルランド西部ゴールウェイでおこった事例。焼死者はマイケル・フェアティ（76歳、男性）。自宅の居間で焼死体で発見された。周囲に焼け跡は無く、検死官は彼の死因を人体発火現象と判定した。

## 主な仮説
人体自然発火現象の仮説は、主に以下のようなものがある。

### アルコール大量摂取による発火説
「アルコールを大量に摂取することによって、体内にアルコールが残り、残ったアルコールが燃料状態になる」という説である。しかし、アルコールを摂取しない人も被害に遭っているため、現在ではこの説は否定されている。

### 人体ロウソク化による現象説
「人体がロウソクのような状態になることによって小さな火が持続的に燃え続け、周囲に延焼せず人体だけが燃え尽きる」とする説である。
「火災を誤認した」として「何らかの疾病などで急死した人物の着衣にタバコや照明・暖房などを熱源として火が付き、締め切った断熱性の高い屋内で着衣やその周辺がゆっくりと燃える過程で人体の脂肪分が燃料となり更に燃え続け、周囲への延焼も無く室内の酸素が消費されつくして建物が延焼せず鎮火した偶然の結果だ」という推測もなされた。

### その他
過去には、タバコやアルコールを多く使用する女性に被害の報告例が集中していたため、「タバコに含まれる物質や、体内にあったアルコールが燃料状態になり、何らかの理由で発火したのではないか」とも言われていた。
そのほかの説としては、以下のような仮説がある。
球電説
プラズマ説の一種で球電（雷の際などに観測される特殊な形態のプラズマとみられる現象・火の玉参照）によるとするもの。
特異体質説
特異体質により被害者の体内で作られた可燃性物質が熱気によって発火したというもの。

## その他
衣服に用いられるフリースは構造上多量の空気を含むため、調理時の不注意などで着火すると爆発的に炎上することが知られている。これは起毛部分の多いセーターなどにも見られる「着衣着火」および「表面フラッシュ現象」と呼ばれる現象で、調理のための熱源（コンロ）を操作した際に袖口に着火したケースや、タバコに着火しようとして胴体に引火したケースが報告されている。こうして着火したものが、そのまま全身の表面を移動するように燃焼が進行することで全身大火傷を負う危険もあり、死亡したケースも少なからず存在する。特に寝巻きやバスローブ・セーターなど、柔らかな風合いが好まれる着衣で、手触りを良くするために緩やかに起毛させてある素材の危険性が高い。